# Cách mạng Texas
Cuộc chiến tranh giành độc lập Texas, hay cuộc cách mạng Texas, diễn ra từ ngày 2 tháng 10 năm 1835 đến ngày 21 tháng 4 năm 1836. Các bên tham gia cuộc xung đột là Mexico và bang Texas, thuộc thời điểm đó thuộc về bang Coahuila và Texas.
Các vấn đề giữa chính phủ Mexico và những người định cư nói tiếng Anh ở Texas bắt đầu bằng việc ban hành hiến pháp tập trung năm 1835, được gọi là Bảy Luật. Đạo luật mới này, được ban hành bởi Tổng thống Mexico, ông Antonio Lopez de Santa Anna, đã không còn hiệu lực của Hiến pháp liên bang cũ năm 1824. Ngay sau đó, các tuyên bố đã phát sinh ở một số vùng của đất nước. Cuộc chiến bắt đầu trên lãnh thổ Texan vào ngày 2 tháng 10 năm 1835, với trận chiến Los González. Nhanh chóng, các lực lượng Texas đã chiếm La Bahía và San Antonio Béjar, mặc dù vài tháng sau họ bị đánh bại.
Sau một số chiến thắng của Mexico, cuộc chiến kết thúc bất ngờ với trận San Jacinto, cách thành phố San Antonio hiện tại hơn 300 km. Tại nơi này, tướng Samuel Houston đã lãnh đạo phiến quân Texans và tình nguyện viên Mỹ đến một chiến thắng quyết định nghiền nát quân đội Mexico, được chỉ huy bởi Antonio Lopez de Santa Anna, rời đi cùng với vị tướng bị bắt sau trận chiến. Sau khi kết thúc chiến tranh, nền độc lập của Cộng hòa Texas trên thực tế đã được chính thức hóa. Quốc hội Mexico không bao giờ chấp nhận hiệp ước Velasco với lập luận rằng được ký bởi một chủ tịch tù nhân, và không có giá trị pháp lý. Bằng chứng về điều này là từ năm 1842 đến 1844, một chiến dịch thứ hai đã được thực hiện ở Texas dưới thời tướng Mariano Arista. Cuộc tấn công thứ hai này là một phản ứng của quân đội trước những chỉ trích chống lại sự bất hoạt của tổng thống Anastasio Bustamante để thu hồi lại Texas, một thực tế sau đó đã dẫn đến việc ông bị lật đổ và đưa Santa Anna trở lại vị trí tổng thống. Texas gia nhập Hoa Kỳ vào năm 1845 và các yêu sách của cả hai bên đều không được hoàn tất cho đến khi nổ ra cuộc chiến giữa Hoa Kỳ và Mexico kéo dài từ năm 1846 đến 1848.